# هجدهمین دوره جشنواره بین‌المللی فیلم زردآلوی طلایی ایروان
هجدهمین دوره جشنواره بین‌المللی فیلم زردآلوی طلایی ایروان (انگلیسی: 18th Yerevan Golden Apricot International Film Festival‎) از ۳ تا ۱۰ اکتبر ۲۰۲۱ در ایروان، ارمنستان برگزار شد. مراسم اختتامیه در روز ۹ اکتبر در موزه آرارات کارخانه کنیاک‌سازی ایروان برگزار شد.

## داوران
در هیئت داوران مسابقه فیلم تمام قد تهیه‌کننده فرانسوا آرتمار، مدیر جشنواره بین‌المللی فیلم کراکوف کریستوف گرات، لاریسا مایلوکووا منتقد فیلم و روبرت امیرخانیان آهنگساز حضور داشتند.
رئیس هیئت داوران مسابقه فیلم‌های فیلم تمام قد هجدهمین جشنواره فیلم کرنل موندروتسو، کارگردان تئاتر و فیلم مجارستان، برنده جشنواره کن، لوکارنو و ده‌ها جشنواره معتبر فیلم دیگر است بود.

## برندگان
| رده                             | جایزه                                              | فیلم                 | کارگردان    | کشور                       |
| ------------------------------- | -------------------------------------------------- | -------------------- | ----------- | -------------------------- |
| رقابت فیلم بین‌الملل             | زردآلوی طلایی برای بهترین فیلم سینمایی             | سنگ‌ها                | وینوتراج    | هند                        |
| رقابت فیلم بین‌الملل             | جایزه ویژه زردآلوی نقره‌ای برای بهترین فیلم سینمایی | پایین دست تا کینشاسا | دیودو حمادی | جمهوری کنگو, فرانسه, بلژیک |
| رقابت فیلم بین‌الملل             | دیپلم هئیت داوران                                  | نمایش قدیمی جدید     | جیو جونگیون | هنگ کنگ, فرانسه            |
| رقابت مستند بین‌الملل            | زردآلوی طلایی برای بهترین فیلم مستند               | '                    |             |                            |
| رقابت مستند بین‌الملل            | جایزه ویژه زردآلوی نقره‌ای برای بهترین فیلم مستند   | '                    |             |                            |
| رقابت مستند بین‌الملل            | '                                                  | '                    |             | , ,                        |
| رقابت پانورامای سینمای ارمنستان | زردآلوی طلایی برای بهترین فیلم ارمنی               | '                    |             |                            |
| رقابت پانورامای سینمای ارمنستان | دیپلم هیئت داوران                                  | '                    |             |                            |
| رقابت پانورامای سینمای ارمنستان | دیپلم هیئت داوران                                  | '                    |             |                            |
| جایزه ویژه "مایسترو"            |                                                    |                      |             |                            |
|                                 |                                                    |                      |             |                            |
|                                 |                                                    |                      |             |                            |
| جایزه فیپرشی                    | جایزه فیپرشی                                       | '                    |             | ,                          |
| '''''                           | '''''                                              | '                    |             | ,                          |

فیلم جهان در مسابقه «هسته» «زردآلوی طلایی» (کارگردان: کریستینه هاروتیونیان، ایالات متحده آمریکا / ارمنستان)، «زردآلوی نقره‌ای» به زیرزمینی (کارگردان: هوویک هاکوبیان، فرانسه / ارمنستان) اهدا شد. و زیر و رو (کارگردان: اوسانا شکویان، ارمنستان) جایزه به نام گنادی ملکویان را دریافت کرد.
فیلم مهار (کارگردان سالومه یاشی، سوئیس / آلمان / گرجستان) جایزه FIPRESCI به نام پیتر ون بورن را دریافت کرد.

## یادداشت
1. ↑  Pebbles
2. ↑  Downstream to Kinshasa
3. ↑  Dieudo Hamadi
4. ↑  Jury Diploma
5. ↑  Jury Special Mention
6. ↑  Golden Apricot for Best Armenian Film
7. ↑  Special Prize "Master"
8. ↑  FIPRESCI Award
9. ↑  Ecumenical Jury Award
10. ↑  Salomé Jashi